# Фліп Сондерс
Філліп «Фліп» Сондерс (англ. Phillip "Flip" Saunders, 23 лютого 1955, Клівленд, Огайо—25 жовтня 2015) — американський головний тренер баскетбольних команд НБА «Вашингтон Візардс», «Детройт Пістонс» та «Міннесота Тімбервулвз». Два десятиліття працював на професіональному рівні, включаючи 13 сезонів в НБА, здобув репутацію одного із найкращих тренерів в баскетболі.

## Біографія

### Ранні роки. Навчання
Філліп Сондерс народився в Цинциннаті, штат Огайо. Він входив до складу Всеамериканської збірної Середньої школи Кайахога-Гайтс в провінційному Клівленді. На останньому курсі навчання, в 1973 році, Сондерс був названий гравцем року штату Огайо класу А, з показником середньої результативності 32.0 очок з гру. В Міннесотському університеті він взяв участь в 101 із 103 змагань у своїй кар'єрі та на останньому курсі навчання грав в одній команді разом з Реєм Вільямсом, Майклом Томпсоном, Кевіном Макгейлом. Разом їм вдалося встановити університетський рекорд для «Міннесота Голден Гоферс» — 24 перемоги і 3 поразки.
Навчаюсичись в Міннесоті, Сондерс був товаришем по команді і кімнаті із колишнім гравцем НФЛ Тоні Данджі.

### Тренерська кар'єра

#### Коледж
Сондерс розпочав свою тренерську кар'єру в Лютеранському коледжі Голден-Веллі, де його рекорд був 92 перемог і 13 поразок, включаючи позначку в 56 перемог і 0 поразок на домашній арені впродовж 4 сезонів. 1981 року він став асистентом тренера в своїй альма-матер, Міннесоті, і допоміг у тому сезоні вивести «Голден Гоферс» до чемпіонату Великої десятки. Провівши 5 сезонів в Міннесоті, Сондерс став асистентом головного тренера команди Тулського університету, де він пропрацював 2 сезони, перед тим як перейти на професіональний рівень.

#### Нижча ліга (КБА)
Нижчу лігу Сондерс залишив після семи вдалих сезонів як тренер Континентальної баскетбольної асоціації, в якій він посідає друге місце в історії за кількістю перемог (253). Він розпочав свою кар'єру в КБА в сезоні 1988—89 з командою «Рапід-Сіті Триллерс», в якій колишній головний тренер «Кінґс» і «Ворріорс» Ерік Масселмен працював генеральним менеджером. Батько Масселмена, Білл Масселмен запросив Фліпа до команди, коли Білл був тренером в Міннесотському університеті.
Згодом Сондерс очолював команду «Ла-Кросс Кетбердс» наступні 5 сезонів (1989—1994), з якою він виграв два чемпіонати КБА, перед ти як перейти до «Су-Фолс Скайфорс». Також Сондерс працював генеральним менеджером (1991—1993) і президентом команди (1991—1994) «Кетбердс». Основні досгнення Сондерса в КБА включають 7 сезонів поспіль з 30-ма і більше перемогами, два чемпіонаства КБА (1990, 1992), дві нагороди Тренера року КБА (1989, 1992), і 23 підвищених гравці з КБА до рівня НБА.

#### «Міннесота Тімбервулвз»
11 травня 1995 року Сондерс прийшов до команди «Міннесота Тімбервулвз» як президент, де почав працювати разом зі своїм колишнім одноклубником Кевіном Макгейлом. 18 грудня 1995 року Сондерс був призначений головним тренером «Тімбервулвз», змінивши на цій посаді Білла Блера.
Це сталося після того як Макгейл очолив баскетбольний операційний відділ у клубі. Після невдалого старту «Тімбервулвз» в чемпіонаті — 6 перемог при 14 поразках, Сондерс вирівши додати себі тренерських обов'язків до своєї діяльності головного менеджера. «Тімбервулвз» закінчили рік з показником 20 перемог і 42 поразки, але зусиллями молодого Кевіна Гарнетта дозволила команді досягти кращого результату в другій половині сезону.
В сезоні 1996—97 Сондерс вивів «Тімбервулвз» у свій перший розіграш плеф-оф в історії, провів свій перший повний сезон як головний тренер НБА, в сезоні 1999—00 також встановив рекорд клубу в 50 перемог; цей результат Сондерс повторив в сезоні 2001—02.
Після вдалого для «Тімбервулвз» сезону 2003—04, в якому команда досягла фіналу Західної конференції, «Тімбервулвз» зазнали труднощів в наступному сезоні сезону 2004—05, вигравши менше половини матчів регулярної першості. 12 лютого 2005 року Сондерс був звільнений і замінений на посаді головного тренера віце-президентом відділу баскетбольних операцій Кевіном Макгейлом. Вболівальники вважали звільнення Сондерса необґрунтованим, натомість посилаючись на проблеми з контрактами Сема Касселла і Латрелла Спрюелла як на основні причини невдач команди. Втім, багато хто визнав, що Сондерс очолював «Тімбервулвз» впродовж 8 сезонів, і команді потрібні були зміни.

#### «Детройт Пістонс»
21 липня 2005 Сондерс змінив Ларрі Брауна на посаді головного тренера «Детройт Пістонс». Під керівництвом Сондерса команда встановила новий рекорд за кількістю перемог в регулярному чемпіонаті, фінішувавщи з 64 перемогами при 18 поразках. Сондерс був обраний тренером Команди усіх зірок Східної конференції на Матчі всіх зірок НБА 2006, що проходив в Х'юстоні, Техас.
Попри вдалий сезон, втім, Сондерс став ціллю критики після виступів «Пістонс» в матчах плей-оф, в яких команда поступилась «Маямі Хіт» в шостій зустрічі фіналу Східної конференції. Сондерса розкритикували за слабкий захист, який «Пістонс» продемонстрували у фіналі. Вважається, що саме це стало вирішальним фактором у рішенні Бена Воллеса залишити команду як вільний агент і підписати контракт з головним конкурентом «Пістонс» «Чикаго Буллс» у міжсезонні 2006 року. Матчі плей-оф 2007 року знову були безуспішними для Сондерса і «Пістонс»; команда поступилась «Клівленд Кавальєрз» у фіналі Східної конференції 2—4.
По завершенні третього сезону на посту головного тренера «Пістонс», Сондерс став другим тренером в історії клубу за кількістю проведених сезонів, після Чака Дейлі, який очолював команду 9 сезонів поспіль (1983—1992).
3 червня 2008 року Сондерс був звільнений після поразки «Пістонс» «Бостон Селтікс» у фіналі Східної конференції; президент «Пістонс» Джо Думарс сказав, що команді необхідний «новий голос».

#### «Вашингтон Візардс»
14 квітня 2009 року Сондерс дійшов згоди стати новим головним тренером клубу «Вашингтон Візардс». Контракт на суму $18 мільйонів доларів був підписаний терміном на 4 роки.

## Особисте життя
Він і його дружина Деббі мають чотирьох дітей: Раєн, Мінді та близнята Рейчел і Кімберлі.